# Tourton

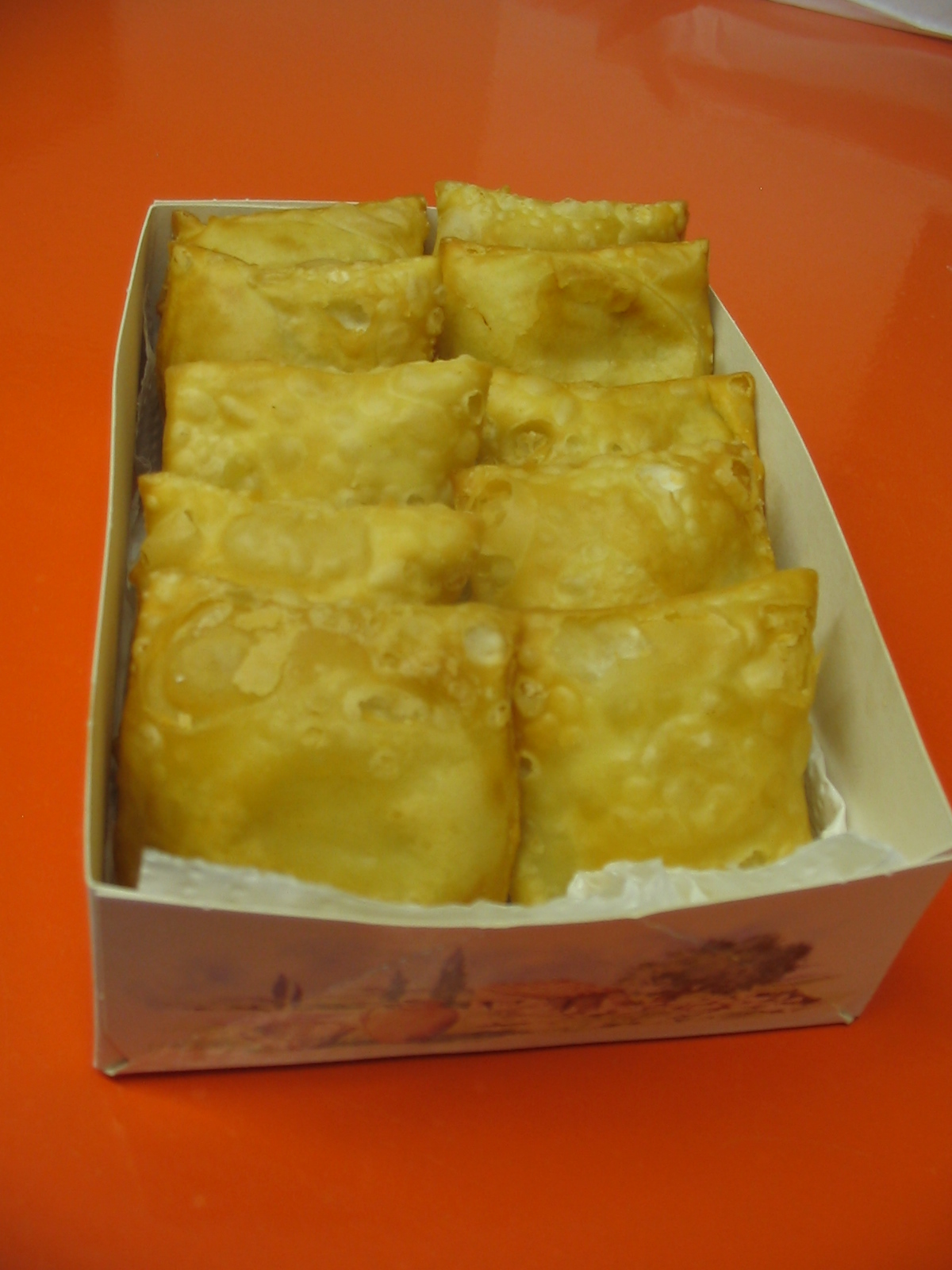
Tourtons listos para tomar.

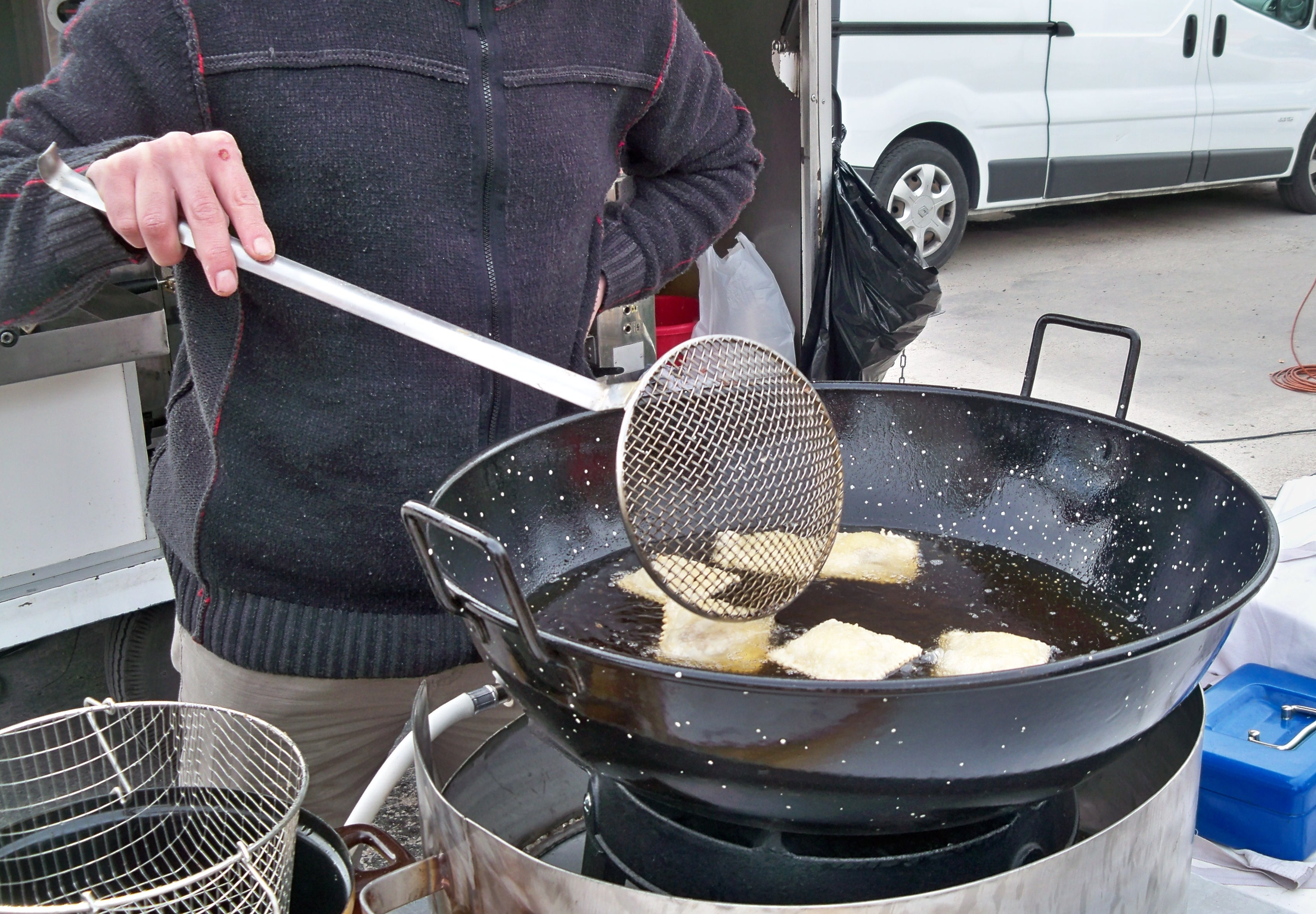
Tourtons en la sartén.

El tourton es una especialidad culinaria del valle de Champsaur, inventada en la pequeña aldea de Buissard, en los Altos Alpes (Francia). Es una variedad de beignet, relleno con puré de papas o carne, y frito en aceite.

## Composición
Tradicionalmente, los tourtons eran el alimento de los días de fiesta por excelencia en estos valles de los Alpes. Existen tourtons salados y dulces. En la versión salada, el relleno se compone básicamente de puré de patatas y de cebolla picada y rehogada en aceite de oliva, sazonado con sal y pimienta. Los tourtons dulces tradicionales se rellenan con compota de manzana, ciruelas pasas, mermelada o compota de frambuesa, arándano azul o frutas del bosque. La receta de los tourtons es bastante antigua, y al evolucionar han surgido variantes en las que se añade queso, panceta frita, carne picada, castañas y verduras rehogadas, como los puerros. Para los postres se encuentran también de chocolate.
Los tourtons de patata puede comerse calientes, acompañados de una ensalada verde a la que se añade un diente de ajo.
El sabor del tourton depende de la finura de la pasta, que resulta bastante difícil de conseguir. Un truco es usar poca masa, a riesgo de que sea frágil y el tourton se vacíe al freírlo.